# Homājegeh
Homājegeh (persiska: هماجگه) är en ort i Iran.   Den ligger i provinsen Kermanshah, i den nordvästra delen av landet, 500 km väster om huvudstaden Teheran. Homājegeh ligger 814 meter över havet och antalet invånare är 305.
Terrängen runt Homājegeh är kuperad åt sydväst, men åt nordost är den bergig. Runt Homājegeh är det ganska tätbefolkat, med 72 invånare per kvadratkilometer. Närmaste större samhälle är Sheykh Salleh, 9,1 km väster om Homājegeh. Omgivningarna runt Homājegeh är i huvudsak ett öppet busklandskap.